# Lords of Black
Lords of Black je španělská heavymetalová hudební skupina založená v roce 2014 zpěvákem Ronnie Romerem, kytaristou Tonym Hernandem a bubeníkem Andym C. Ještě ten samý rok skupina vydala eponymní debutové album a následně ho podpořila také koncertními vystoupeními. Během dalšího roku byl Romero oznámen jako nový zpěvák populární skupiny Rainbow, což k Lords of Black obrátilo určité množství mediální pozornosti. Skupina následně přešla k vydavatelství Frontiers Records, pod nímž roku 2016 vydala své druhé album, II. Během roku 2018 bylo uvedeno třetí album Icons of the New Days. O rok později bylo oznámeno, že se Romero rozhodl skupinu opustit. Na postu zpěváka ho nahradil Diego Valdez.

## Sestava
- Diego Valdez – zpěv(od 2019)
- Tony Hernando – kytara (od 2014)
- Andy C. – bicí (od 2014)
- Daniel Criado – baskytara (od 2017)

Bývalí členové
- Ronnie Romero – zpěv (2014–2019)
- Víctor Durán – baskytara (2014–2015)
- Javier García – baskytara (2016-2017)

## Diskografie
- Lords of Black (2014)
- II (2016)
- Icons of the New Days (2018)
- Alchemy Of Souls, Pt. I (2020)
- Alchemy Of Souls, Pt. II (2021)